# سامرفلد ۳۲۸۰۹
سیارک ۳۲۸۰۹ (به انگلیسی: 32809 Sommerfeld، نامگذاری:1990TJ10) سی و دو هزار و هشتصد و نهمین سیارک کشف شده‌است که در ۱۰ اکتبر ۱۹۹۰ کشف شد.